# بازی مرگ
بازی مرگ (به چینی: 死亡的遊戲) فیلمی ناتمام رزمی محصول هنگ کنگ است که بخش‌هایی از آن بین سپتامبر و اکتبر ۱۹۷۲ فیلم‌برداری شد و قرار بود در سال ۱۹۷۳ اکران شود. این فیلم به کارگردانی، نویسندگی، تهیه‌کنندگی و بازیگری بروس لی ساخته شد. اما روند تولید آن متوقف شد تا اژدها وارد می‌شود ساخته و منتشر شود. برای بازی مرگ، بیش از ۱۲۰ دقیقه فیلم‌برداری انجام شد. تصاویر باقی‌مانده بعدها همراه با دیالوگ‌های اصلی لی به زبان کانتونی و انگلیسی منتشر شد و شخصیت های تین با صدای جان لیتل دوبله شد که بخشی از مستند بروس لی: سرگذشت یک جنگجو بود. بیشتر صحنه‌های فیلم‌برداری‌شده مربوط به نقطه اوج فیلم بود.
در طول فیلم‌برداری، لی پیشنهادی برای بازی در اژدها وارد می‌شود دریافت کرد؛ اولین فیلم کونگ‌فویی که توسط یک استودیوی هالیوودی (برادران وارنر) تولید می‌شد و بودجه‌ای بی‌سابقه برای این ژانر داشت (۸۵۰ هزار دلار). لی پیش از اکران این فیلم، بر اثر ادم مغزی درگذشت. در زمان مرگش، او قصد داشت فیلم‌برداری بازی مرگ را ادامه دهد. پس از مرگ لی، کارگردان اژدها وارد می‌شود، رابرت کلوز، برای تکمیل فیلم به کار گرفته شد و از دو بدلکار برای جایگزینی لی استفاده کرد. این نسخه در سال ۱۹۷۸، پنج سال پس از مرگ لی، توسط گلدن هاروست با عنوان بازی مرگ منتشر شد.
داستان فیلم اصلی که لی در سال ۱۹۷۲ ساخته بود، درباره شخصیتی بود که برای نجات خواهر و برادر کوچکترش، به گروهی از رزمی‌کاران می‌پیوندد. این گروه مأمور می‌شود تا یک گنجینه ملی دزدیده‌شده چین را از طبقه بالایی یک پاگودای پنج‌طبقه در کره جنوبی بازپس بگیرد. هر طبقه این برج توسط رزمی‌کارانی محافظت می‌شد که برای صعود به طبقه بالاتر، باید شکست داده می‌شدند. اما در نسخه ۱۹۷۸، داستان تغییر کرد و به یک روایت انتقامی تبدیل شد؛ جایی که مافیا تلاش می‌کند شخصیت لی را به قتل برساند، اما او مرگ خود را جعل کرده و برای گرفتن انتقام از کسانی که قصد جانش را داشتند، بازمی‌گردد. بخش پایانی این فیلم شامل برخی از تصاویر فیلم اصلی لی است، اما به‌جای پاگودا، داستان در یک رستوران جریان دارد، جایی که او با رزمی‌کارانی که مافیا استخدام کرده است، مبارزه می‌کند تا نامزدش آن موریس (با بازی کالین کمپ) را نجات دهد. این نسخه تغییر‌یافته نقدهای متفاوتی دریافت کرد، اما از نظر تجاری موفق بود و حدود ۵۰ میلیون دلار آمریکا (معادل ۲۳۰ میلیون دلار در سال ۲۰۲۳) در سراسر جهان فروش داشت.
این فیلم تأثیر زیادی بر فرهنگ عامه گذاشت و نفوذ قابل‌توجهی در سینما و رسانه‌های دیگر داشت. ایده اصلی نسخه اولیه، یعنی صعود از یک برج و شکست دادن دشمنان در هر طبقه، الهام‌بخش بسیاری از فیلم‌های اکشن و بازی‌های ویدئویی شد. ابن فیلم همچنین به دلیل لباس زرد و مشکی نمادین لی و صحنه مبارزه او با کریم عبدالجبار، بازیکن ان‌بی‌ای و یکی از شاگردانش، مشهور است. این دو عنصر بارها در رسانه‌های مختلف مورد ارجاع و ادای احترام قرار گرفته‌اند.

## فیلم اصلی

### داستان
در داستان اصلی، بروس لی نقش های تین (海天) را بازی می‌کند، یک قهرمان بازنشسته هنرهای رزمی که با گروه‌های تبهکاری کره‌ای روبه‌رو می‌شود. این گروه‌ها به او درباره یک پاگودا می‌گویند که در آن استفاده از اسلحه ممنوع است. این پاگودا به‌شدت تحت حفاظت رزمی‌کاران ماهر قرار دارد که از یک گنجینه ملی دزدیده‌شده چین (که در هیچ‌یک از مواد باقی‌مانده فیلم به‌طور مشخص معرفی نشده است) محافظت می‌کنند.
رئیس این باند قصد دارد های تین را به گروهی از رزمی‌کارانی که جمع کرده است، اضافه کند تا با شکست دادن نگهبانان، آن گنجینه را بازپس بگیرند. این تیم، دومین گروهی است که او می‌فرستد؛ تیم اول تقریباً نابود شده است. برای مجبور کردن های تین به همکاری، تبهکاران دو خواهر و برادر کوچک‌تر او را می‌ربایند. های تین همراه با چهار رزمی‌کار دیگر (دو نفر از آنها با بازی جیمز تین و چیه یوان) مسیر خود را در پاگودای پنج‌طبقه آغاز می‌کند. تیم در هر طبقه با چالشی متفاوت و قوی‌تر از طبقه قبل مواجه می‌شود.
طبق فیلمنامه اصلی لی، های تین و همراهانش ابتدا وارد محوطه معبد می‌شوند، جایی که در پای پاگودا با ۱۰ کمربند مشکی کاراته مبارزه می‌کنند. پس از ورود به پاگودا، تیم او در هر طبقه با حریفی جدید روبه‌رو می‌شود که از قبلی قوی‌تر است. در این نبردها، سایر مبارزان که مهارتشان در حد های تین نیست، یکی‌یکی شکست می‌خورند و در نهایت این خود های تین است که باید نگهبان هر طبقه را شکست دهد.
در حمله به پاگودا، گروه های تین باید با ۲۵ نگهبان در طبقات مختلف مبارزه می‌کردند:
- بولو یانگ (سنسی)، لم چینگ-یینگ، یوئن وا، یونیکورن چان، بی چان، وو نگان و ۱۴ مبارز دیگر در نقش ۲۰ مبارز کاراته کمربند مشکی – نگهبانان طبقه همکف (این صحنه هرگز فیلم‌برداری نشد)
- هوانگ این-شیک، در نقش استاد هاپکیدوی کره‌ای شماره ۱ – نگهبان طبقه اول (فقط صحنه‌های طبقه همکف فیلم‌برداری شد)
- تاکی کیمورا در نقش استاد سبک دعای مانتیس به سبک شیه فو – نگهبان طبقه دوم (این صحنه نیز هرگز فیلم‌برداری نشد)
- دان اینوسانتو در نقش اسکریما فیلیپینی – نگهبان طبقه سوم
- جی هان-جائه در نقش استاد هاپکیدوی کره‌ای شماره ۲ – نگهبان طبقه چهارم
- کریم عبدالجبار در نقش مانتیس – نگهبان طبقه پنجم

در این نبردها، های تین تمامی ۲۵ مبارز قدرتمند را شکست می‌دهد، پس از آنکه سایر اعضای تیمش، از جمله شخصیت جیمز تین، یکی پس از دیگری مغلوب نگهبانان طبقات می‌شوند. اما در مبارزه نهایی، های تین در برابر آخرین نگهبان، کریم عبدالجبار، شکست می‌خورد. یک مبارز غول‌پیکر که با سبک مبارزه آزاد و روان جیت کان دوی های مبارزه می‌کند. به دلیل قدرت و جثه بزرگ نگهبان، در نهایت، های تنها زمانی موفق به شکست او می‌شود که نقطه‌ضعفش را کشف می‌کند: حساسیت شدید به نور.
بلافاصله پس از غلبه بر نگهبان غول‌پیکر، تین برمی‌گردد و از پله‌ها پایین می‌رود، از پاگودا خارج می‌شود. با وجود تمام صحبت‌ها درباره چیزی که در بالای پاگودا انتظار می‌کشید، هیچ اشاره‌ای به این موضوع نمی‌شود که کسی برای به‌دست‌آوردن آن بالا می‌رود. هیچ‌یک از تصاویر و اسناد باقی‌مانده فیلم توضیح نمی‌دهند که این اتفاق چه تأثیری بر های یا خواهر و برادر ربوده‌شده‌اش دارد.

### تولید
اگرچه پاگودا قرار بود پنج طبقه داشته باشد، اما فقط سه طبقه به‌طور کامل فیلم‌برداری شدند: «معبد ببر»، جایی که لی با دن اینوسانتو مبارزه می‌کند؛ «معبد اژدها»، جایی که او با جی هان-جائه می‌جنگد؛ و «معبد ناشناخته»، طبقه آخر که مبارزه نهایی او با عبدالجبار در آن رخ می‌دهد. هوانگ این-شیک، استاد هاپکیدو، قرار بود نگهبان طبقه اول باشد، با سبکی که بر ضربات پا متمرکز بود. همچنین تاکی کیمورا، یکی از شاگردان قدیمی و دوستان صمیمی لی، برای ایفای نقش نگهبان طبقه دوم، که متخصص کونگ‌فوی مانتیس دعاکننده بود، در نظر گرفته شده بود. بااین‌حال، این دو طبقه هرگز فیلم‌برداری نشدند.
هدف اصلی داستان فیلم نمایش باورهای لی درباره اصول هنرهای رزمی بود. در طول فیلم، با شکست‌خوردن هر مبارز (از جمله هم‌تیمی‌های های تین)، نقاط ضعف سبک مبارزه آنها آشکار می‌شود. برخی، مانند شخصیت دان اینوسانتو، بیش از حد به الگوهای ثابت حمله و دفاع وابسته هستند، درحالی‌که برخی دیگر فاقد صرفه‌جویی در حرکت هستند. لی با استفاده از سبکی که بر حرکات سیال، غیرقابل‌پیش‌بینی و ترکیبی از تکنیک‌های متنوع متکی است، حریفان خود را شکست می‌دهد. دیالوگ‌های او اغلب شامل نظراتی درباره نقاط ضعف حریفانش می‌شود.

### بروس لی: سرگذشت یک جنگجو
چندین سال بعد، جان لیتل، تاریخ‌نگار بروس لی، مستندی با عنوان بروس لی: سرگذشت یک جنگجو منتشر کرد که شامل تصاویر و داستان اصلی فیلم بازی مرگ بود. این مستند نه‌تنها سکانس‌های اصلی فیلم را آشکار کرد، بلکه شامل زندگی‌نامه‌ای نسبتاً جامع از بروس لی نیز بود و روند فیلم‌برداری بازی مرگ را بررسی می‌کرد. این مستند در ابتدا به‌عنوان یک فیلم مستقل در نظر گرفته شده بود، اما اکنون می‌توان آن را در دیسک دوم نسخه ویژه دی‌وی‌دی اژدها وارد می‌شود در سال ۲۰۰۴ پیدا کرد. این نسخه همچنین شامل مستند دیگری با عنوان بروس لی: نفرین اژدها است.

## خلاصه داستان
بیلی لو یک بازیگر مشهور فیلم‌های رزمی است که از طرف یک باند تبهکاری دعوت به همکاری می‌شود ولی او از این کار امتناع می‌کند و به این دلیل باند تصمیم به قتل او می‌گیرد.